# Joy Ogwu
Joy Angela Uche Ogwu (* 22. August 1946 in Yaba, Lagos) ist eine nigerianische Autorin, Ministerin und Diplomatin. Im  Kabinett von Olusegun Obasanjo diente sie von 2006 bis 2007 als Außenministerin, von 2008 bis 2017 vertrat sie ihr Land bei den Vereinten Nationen.

## Werdegang
Joy Ogwu besuchte die American Baptist Day School in Port Harcourt und die Holy Rosary Secondary School. Ab 1970 studierte sie Politikwissenschaft an der Rutgers University in New Jersey, USA, und 1974/1975 setzte sie ihre Studien an der dortigen Graduate School fort. Sie erlangte einen Bachelor- und einen Masterabschluss. 1977 wurde sie an der University of Lagos promoviert.
Ab 1977 war Ogwu für das Nigerian Institute of International Affairs (NIIA) tätig. 1985/1986 wurde sie dort Forschungsleiterin und 2001 Generaldirektorin. Sie war auch Dozentin am National Institute for Policy and Strategic Studies (NIPSS) und am 1992 gegründeten National War College. 
Im Jahr 2006 schied Ogwu als Generaldirektorin aus dem NIIA aus und diente vom 30. August 2006 bis 29. Mai 2007 in der Nachfolge von Ngozi Okonjo-Iweala als Außenministerin. Von Mai 2008 bis Mai 2017 vertrat sie Nigeria als ständige Vertreterin bei den Vereinten Nationen. In dieser Zeit wirkte Ogwu als eine Expertin für Sicherheitsfragen und war im Juli 2010 und im Oktober 2011 Präsidentin des Weltsicherheitsrates.
Als Autorin verfasste Ogwu zwischen 1986 und 2015 mehrere politische Studien.
Ogwu gehört dem Igbo-Volk an und stammt aus dem Bundesstaat Delta. Sie war von 1969 bis zu dessen Tod mit dem Chirurgen Aloysius Ogwu († 2014) verheiratet und ist Mutter von fünf Kindern.

## Auszeichnungen
- 1987: Commander of the Order of the Niger (CON)
- 2004: Officer of the Order of the Federal Republic (OFR)[1]

## Schriften (Auswahl)
- Nigerian Foreign Policy: Alternative Futures. Nigerian Institute of International Affairs, 1986.
- Africa and Latin America. Perspectives and Challenges.
- New Horizons for Nigeria in World Affairs. 2005.
- Anatomy of a consensus. 2015.